# Muhlenberg College

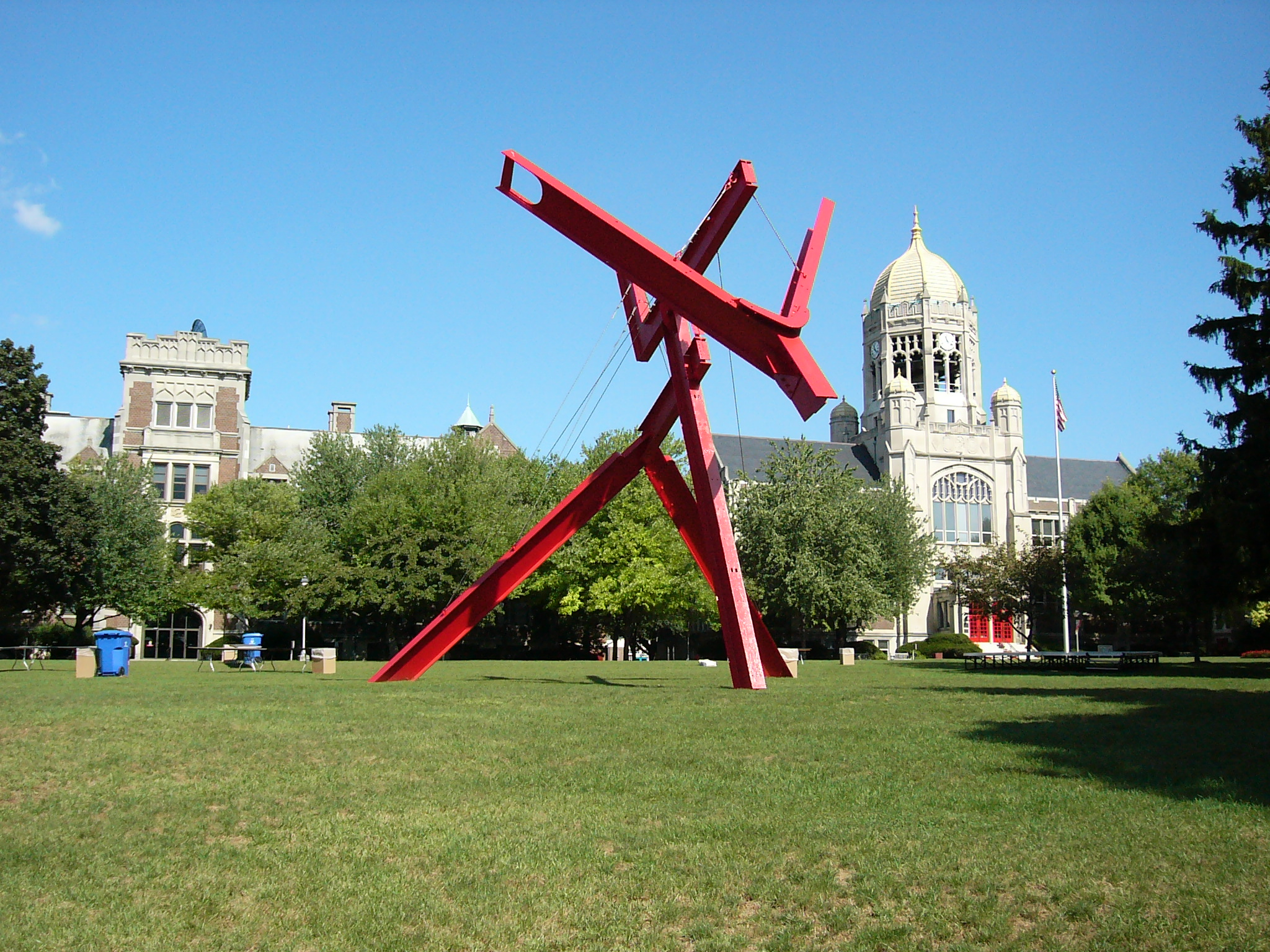
Muhlenberg College

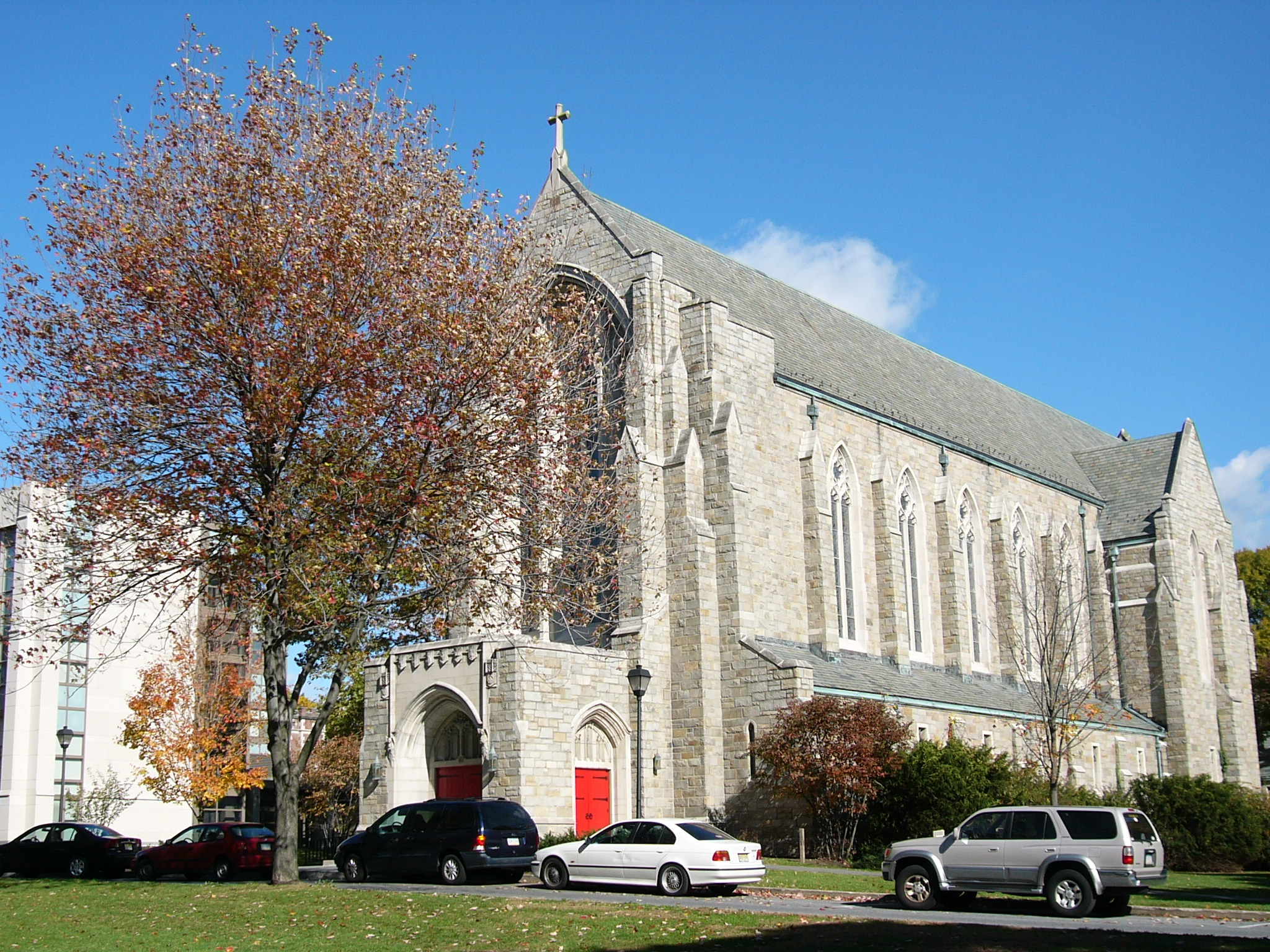
Gideon F. Egner Memorial Chapel

Muhlenberg College ist ein US-amerikanisches Privat-College, das 1848 gegründet wurde. Das College befindet sich in Allentown, Pennsylvania und beschäftigt fast 200 Vollzeit-Kräfte. Muhlenberg College steht der Evangelisch-Lutherischen Kirche in Amerika nahe, legt jedoch auf religiöse Toleranz großen Wert.
Das College ist bekannt für seine Englisch-, Psychologie-, Theater- und Tanz-Studiengänge.
Der Name des Colleges geht auf Henry Melchior Mühlenberg zurück, einen Patriarchen der Lutheran Church in America. Frederick Augustus Muhlenberg (1818–1901) leitete das College von 1867 bis 1876.

## Zahlen zu den Studierenden, den Dozenten und zum Vermögen
Im Herbst 2020 waren 2.067 Studierende am Muhlenberg College eingeschrieben. Davon strebten 2.046 (99,0 %) ihren ersten Studienabschluss an, sie waren also undergraduates. Von diesen waren 61 % weiblich und 39 % männlich; 3 % bezeichneten sich als asiatisch, 4 % als schwarz/afroamerikanisch, 8 % als Hispanic/Latino und 75 % als weiß. 21 (1,0 %) arbeiteten auf einen weiteren Abschluss hin, sie waren graduates. Es lehrten 322 Dozenten an der Universität, davon 183 in Vollzeit und 139 in Teilzeit. 2007 waren es 161 Vollzeit- und 109 Teilzeitkräfte gewesen, die 2.150 Studierende unterrichteten. 
Der Wert des Stiftungsvermögens der Universität lag 2021 bei 341,6 Mio. US-Dollar, das war 19,4 % mehr als 2020, wo er noch 286,2 Mio. US-Dollar betragen hatte. 2010 waren es 513 Mio. US-Dollar gewesen.

## Bekannte Absolventen
- Richard Ben-Veniste, Rechtsanwalt, Hauptstaatsanwalt in der Watergate-Affäre.
- Frank Buchman, Theologe
- Frederick Busch, Autor, Fairchild Professor of Literature an der Colgate University
- Kam-Kam Cheng, Sängerin und Schauspielerin, weibliche Hauptrolle in dem Broadway-Musical Miss Saigon.
- David Fricke, Redakteur beim Rolling Stone magazine.
- Fred Ewing Lewis, Politiker im US-Repräsentantenhaus
- David Massenheimer, Schauspieler, männliche Hauptrolle in dem Broadway-Musical Les Misérables.
- Robert David Steele, Autor.